# Ronald Brown (politician)
Ronald Brown (n. 7 septembrie 1921 – d. 27 iulie 2002) este un om politic britanic, membru al Parlamentului European în perioada 1973-1979 din partea Regatului Unit. 
Brown a a studiat în sudul Londrei la Politehnica Borough. A slujit ca consilier la Consiliul Camberwell Borough și a fost liderul consiliului. El a fost primul lider al districtului din Southwark, din Londra, din 1964, pe care a servit-o în calitate de alderman.
În 1981, Brown se afla printre un număr de deputați ai muncii, care au rămas la Partidul Social Democrat (fratele său de asemenea, cu sprijinul său și sa alăturat ulterior). El și-a pierdut locul la alegerile generale din 1983, votând doar 18% din votul din spatele candidatului la muncă, Brian Sedgemore (care a răpit însuși în fața liberal-democraților în 2005).
1. 1 2 3 4 5 6  Hansard 1803–2005
2. 1 2 3 4 5   http://www.assembly.coe.int/nw/xml/AssemblyList/MP-Details-EN.asp?MemberID=1106 Lipsește sau este vid: |title= (ajutor)